# Kleinmeister
Kleinmeister (av tyskans klein, liten, och meister, mästare), "småmästare", är den hävdvunna benämningen på en grupp tyska konstnärer (Aldegrever, Altdorfer, bröderna (Hans och Barthel Beham), Binck, Pencz med flera), vilka under första hälften av 1500-talet utbildade sig under påverkan av Albrecht Dürer. De var i allmänhet verksamma som både målare och kopparstickare och har i synnerhet i den senare egenskapen vunnit erkännande.
Deras arbeten utmärkes genom teknikens omsorg, skärpa och prydlighet samt genom en ärlig och naiv borgerlig uppfattning. Kopparstickens lilla format och ytterst detaljerade utförande har gett upphov till namnet kleinmeister.
Dessa små blad var avsedda för de tyska städernas borgerliga kretsar och hade som motiv religiösa, mytologiska och historiska ämnen. Sitt största intresse torde de ha genom de många skildringarna ur det samtida folk-och soldatlivet, genom de många porträtten samt genom de ornamentala kompositionerna. I sistnämnda avseende har de haft en ganska betydlig inverkan på den tyska konstslöjden, till exempel guldsmedskonsten och keramiken, samt medverkat vid bildandet av den tyska renässansstilen. Deras arbeten, ofta av endast ett par kvadrattums storlek, är eftersökta och uppskattade. Nationalmuseet i Stockholm är ganska rikt på konstalster av detta slag.